# Mazama nemorivaga
Mazama nemorivaga és una espècie d'artiodàctil de la família dels cèrvids. Viu a altituds de fins a 1.500 msnm al Brasil, Colòmbia, l'Equador, la Guaiana Francesa, Guyana, Panamà, el Perú, Surinam, Veneçuela i, probablement, el nord de Bolívia. El seu hàbitat natural són els boscos humits de frondoses, tant tropicals com subtropicals. És una espècie en risc mínim, és a dir, no sembla que hi hagi cap amenaça significativa per a la seva supervivència. El seu nom específic, nemorivaga, significa ‘que vaga pels boscos’ en llatí.